# كوري مورو
كوري مورو (بالإنجليزية: Corrie Moreau)‏ هي عالمة متخصصة في علم الأحياء التطوري وعلم الحشرات خاصة علم النمل حيث تُركز في معظم دراساتها على النمل. وتشغل حاليا منصب أمينة في المتحف الميداني للتاريخ الطبيعي كما تشغل منصب عضو هيئة التدريس في لجنة جامعة شيكاغو في قسم علم الأحياء التطوري.
درست مورو التطور، علم البيئة، الجغرافيا البيولوجية وعلم النظاميات وحاولت تأسيس قاعدة بيانات تشمل كل أنواع الحشرات والميكروبات في القناة الهضمية خاصة تلك المتكافلة التي تعتمد على الأدوات الجينية في تطوير قدراتها. وسبق لها وأن دافعت عن وضعية النساء في مجال العلوم وطالبت بزيادة عددهن وتسهيل الأمور أمام وصولهن للفكرة.

## التعليم
حصلت مورو على درجة الدكتوراه في علم الأحياء من جامعة هارفارد (2003 – 2007) تحت إشراف إدوارد أوسبورن ويلسون والدكتور نعومي بيرس. ثم نالت شهادة ماجستير  من جامعة ولاية سان فرانسيسكو وتحديدا من أكاديمية كاليفورنيا للعلوم (2000 – 2003) ثم درجة البكالوريوس (1996 – 2000) من جامعة ولاية سان فرانسيسكو أيضا.

## المسيرة المهنية
كانت مورو وزملائها أول من أعاد أصل النمل إلى 140 مليون سنة وذلك باستخدام تسلسل البيانات (40 مليون سنة أقدم من التقديرات السابقة)، كما أن تنويع أصل النمل تزامن مع صعود النباتات المزهرة (كاسيات البذور). بالإضافة إلى ذلك، أظهرت مورو أن عددا من العوامل كانت وما زالت مهمة في تطور النمل. وقد أثبتت مورو أهمية القناة الهضمية التي تتواجد فيها البكتيريا حيث تُساعدها على التطور والتكيف مع البيئة كما أن النمل يتطور من خلال استهداف هذه البكتيريا والميكروبات المجهرية.

## الجوائز والتقديرات
في عام 2016، اختيرت مورو كزميلة في الأكاديمية الوطنية للعلوم.
في 2015 أُدرجت مورو في قائمة «أروع 15 امرأة ساعدت في سد الفجوة بين الجنسين في مجال العلم» وفي عام 2014 تم إضافتها إلى قائمة «10 نساء عالمات يجب متابعتهن على تويتر».
انتخبت مورو كزميلة  في معهد في جامعة كاليفورنيا ببيركلي (2007 – 2008).
تلقت اثنين من جوائز «التفوق والتميز في التدريس» من جامعة هارفارد ثم التحقت بمركز التعليم والتعلم (2004 و2006).
كانت مورو واردة في الفصل 13 من كتاب إدوارد أوسبورن ويلسون الذي صدر عام 2013 تحت عنوان «رسائل إلى عالم الصغار.» 

## الحياة الشخصية
ولدت مورو في نيو أورليانز بولاية لويزيانا. عملت في بداية حياتها في إحدى المتاحف  كما عملت على تأليف رواية مصورة لصالح مجلة «رومانسية النمل» .